# Juan III de Grailly
Juan III de Grailly, Captal de Buch KG (m. París, 7 de septiembre de 1376), hijo de Juan II de Grailly, Captal de Buch, vizconde de Benauges, y Blanca de Foix, era primo de los condes de Foix y un líder militar en la guerra de los Cien Años quien era alabado por el cronista Jean Froissart como un ideal de caballería.
Unido a los ingleses en el conflicto fue nombrado conde de Bigorra por Eduardo III de Inglaterra, y también fundador y el cuarto caballero de la jarretera en 1348. Tuvo también un papel decisivo como líder de caballeros bajo Eduardo, el príncipe de Gales al que la historiografía desde el siglo XVI llama "Príncipe Negro" en la batalla de Poitiers (1356), con de Buch liderando un movimiento de flanco contra los franceses que dio como resultado la captura del rey de Francia (Juan II), así como a muchos de sus nobles. Juan fue llevado a Londres por el príncipe de Gales y retenido para el rescate.
En 1364 comandó las fuerzas de Carlos II de Navarra en Normandía, donde fue derrotado y capturado por Bertrand du Guesclin en Cocherel. Después de su liberación al año siguiente, se pasó al lado francés y fue nombrado señor de Nemours por Carlos V de Francia.  Sin embargo, pronto volvió su lealtad a los ingleses y en 1367 marchó a España con el príncipe de Gales, combatiendo en la batalla de Nájera.  Aquí, de nuevo, se enfrentó a Bertrand du Guesclin, pero esta vez fue du Guesclin quien fue capturado, y el Captal se hizo cargo del prisionero. Fue recompensado por su servicio nombrándole Condestable de Aquitania en 1371.
De nuevo combatiendo por los ingleses, comandó una fuerza de socorro cuando los franceses atacaron La Rochelle en 1372. Mientras intentaba levantar el asedio de Soubise su fuerza fue sorprendida por una fuerza francesa liderada por Owain Lawgoch, un soldado galés de fortuna al servicio de los franceses. El Captal y Sir Thomas Percy, senescal de Poitou, fueron capturados. El Captal pasó el resto de su vida como prisionero en el Temple en París porque Carlos V creía que era demasiado peligroso para entregarlo a los ingleses a cambio de un rescate.
Froissart da un relato de lo caballeresco del Captal de Buch, y su coraje, en la época de la rebelión campesina de 1358 llamada la Jacquerie.
Puesto que no dejó herederos de su matrimonio con Rose d' Albret, su tío, Archambaud, conde de Foix y Bigorra tomó el título de Captal de Buch, que pasó a sus descendientes los condes de Foix.